# Alicja Tchórz
Alicja Tchórz (* 13. August 1992 in Kalisz) ist eine polnische Schwimmsportlerin, spezialisiert auf die Lage Rücken. Die Olympiateilnehmerin in London 2012 ist aktuelle Vizeeuropameisterin auf der Kurzbahn über die 100-Meter-Strecke.

## Erfolge
Nach guten nationalen Ergebnissen im Jugendalter, vor allem auch in der Lage Delfin, schaffte Tchórz die Qualifikation für Olympia in London. Dort schied sie über 100 Meter Rücken im Vorlauf aus und wurde mit einer Zeit von 1:01,44 min 25. (Olympiasiegerin Missy Franklin, 58,33 s).
Bei den Kurzbahneuropameisterschaften 2015 im israelischen Netanja holte sie Silber über die 100 Meter in 57,17 s (polnischer Rekord) und unterlag nur der Ungarin Katinka Hosszú (55,42 [Championships Record]). Über 50 Meter landete sie in 26,45 s auf Rang vier hinter Weltrekordlerin Sanja Jovanović (26,45) und ihrer Landsfrau Aleksandra Urbańczyk (26,27). Über 200 Meter sprang in 2:04,98 min der sechste Platz heraus. Beide Disziplinen gewann ebenfalls Katinka Hosszú (26,13 und 1:59,84).